# Angeldansk
Angeldansk eller Angelbomål var en variant af sønderjysk, der blev talt i Angel og Svans i det østlige Sydslesvig.
I løbet af 1800-tallet foregik der i de sydlige dele af Slesvig/Sønderjylland et sprogskifte, hvorved dansk blev afløst af tysk som hverdagssprog. Angeldansk blev dermed til substrat til det efterfølgende slesvigske tysk. På den syd for Slien beliggende halvø Svans spredte tysk sig allerede fra 1400-tallet. Dette skyldes især den holstenske adels indflydelse omkring de store godser. Dog blev der ved siden af tysk op til i 1800-tallet fortsat talt dansk. I 1798 berettede præsten fra landsbyen Karby, at folk i området talte et fordærvet angelsk dansk. Femten år senere blev sprogskiftet beskrevet i en rejsebeskrivelse fra Svans, hvori det konstateres, at dansk nu er ved at blive afløst af tysk. I en meddelelse fra Torsted i det sydlige Angel fra 1880 fremhæves, at det "grimme syngende" sprog - på nær to ældre kvinder - nu er forsvundet fra landsbyen. I det nordlige Angel holdt dialekten sig op til 1900-tallet.
Angeldansk var karakteriseret ved musikalsk accent i stedet for stødtonen. /b/- og /g/ blev i udlyd til /f/ og /ch/. /o/ blev til /u/ som i kuhn (for kone) og hunne (for honning, sml. islandsk: hunang). /ig/ blev i udlyd til /e/ som i falle (farlig) og bille (billig). Det personlige stedord jeg blev til æ. Angeldansk havde bevaret en del oldnordiske former som hvénner (hvornår, sml. oldn. hvenær), mjølk (mælk, sml. oldn. mjólk) eller gut (dreng, sml. norsk gutt). Men det fandtes også tyske begreber som teller (dansk tallerken) og hunger (dansk sult).
I området tales nu overvejende standardtysk, men også nedertysk og sydslesvigdansk. Angeldansk er bevaret i en del rim og digte.
I 1995 udkom Ordbog over den danske dialekt i Angel, som bygger på optegnelser foretaget i 1930'erne i det nordlige Angel. Værket er udgivet af Institut for Dansk Dialektforskning.

## Sprogprøver
Bøn fra Angel 

Guj fri vos frå olt undt, 

Frå Pest ò Kri, 

Frå Pestelens ò dyr Tij, 

Frå undt Mór à Mŷ', 

Frå undt Værk ò gŷr: 

Kòs i Kristi Jesu Navn. 

Bønnerim fra Lille Volstrup
| angeldansk | rigsdansk | moderne rigsdansk |
| --- | --- | --- |
| Æ kam op å et hyt Bjirre, der så æ en Kjerrk' stå; Dè va ingen andr' ind' som Maria ò hin lill' Ba'n. Di sar ò skreg der jammerbitr' Dø. Der kam di mè Stinger ò Stånger ò tòv vo-Her-Jesus gefången. Den hôr' Stien den klövve sè a, Den lill' Fòvl flø a æ Luft ò folêst sin Sång. De må væ' Kvind' hell' Mand, Den Gebèt bejj' kan Tre Gång' Avten ò Mòrn, Den hæ òlr Behó ò frygt sè fo Helles Nø. | Jeg kom op på et höjt Bjærg; der så jeg en Kirke stå; Der var ingen andre inde end Maria og hendes lille Barn; De sad og skreg (græd) deres jammerbitre Død. Der kom de med Stinger(?) og Stænger Og tog vor Herre Jesus fangen. Den hårde Sten den kløved' sig ad, Den lille Fugl flöj ad Luften og forliste sin Sang. Det må være Kvinde eller Mand, Den Bön bede kan Tre Gange Aften og Morgen, Den har aldrig Behov at frygte for Helvedes Nød. | Jeg kom op på et bjerg, der så jeg en kirke stå der var ingen andre end Maria og hendes lille barn. De sad og græd (skreg) deres jammerbitre død. Der kom de med stinger og stænger og tog vor Herre Jesus fangen. Den hårde sten den kløvede sig ad den lille fugl fløj ad luften og forliste sig af. Det må være kvinde eller mand den bøn bede kan tre gange aften og morgen den har aldrig behøv at frygte for helveds nød. |